# Larix lyallii
Larix lyallii är en tallväxtart som beskrevs av Filippo Parlatore. Larix lyallii ingår i släktet lärkar och familjen tallväxter. Inga underarter finns listade i Catalogue of Life.
Arten förekommer i bergstrakter i västra Nordamerika. Den hittas i territorierna Alberta och British Columbia i Kanada samt i delstaterna Idaho, Montana och Washington i USA. Larix lyallii växer i regioner som ligger 1220 till 2440 meter över havet. Vädret i regionen kännetecknas av korta kyliga somrar och långa vintrar med mycket snö.
Denna lärk kan bilda trädgrupper där inga andra träd ingår. Nära trädgränsen hittas kring dessa trädgrupper bergsängar. I bergstrakternas lägre delar ingår arten i skogar med berggran, Pinus albicaulis, Pinus flexilis, engelmannsgran och berghemlock.
Trädets kommersiella betydelse är marginell. Larix lyallii har bra förmåga att återskapa delar av beståndet som försvann i samband med vinterstormar. IUCN kategoriserar arten globalt som livskraftig.

## Bildgalleri

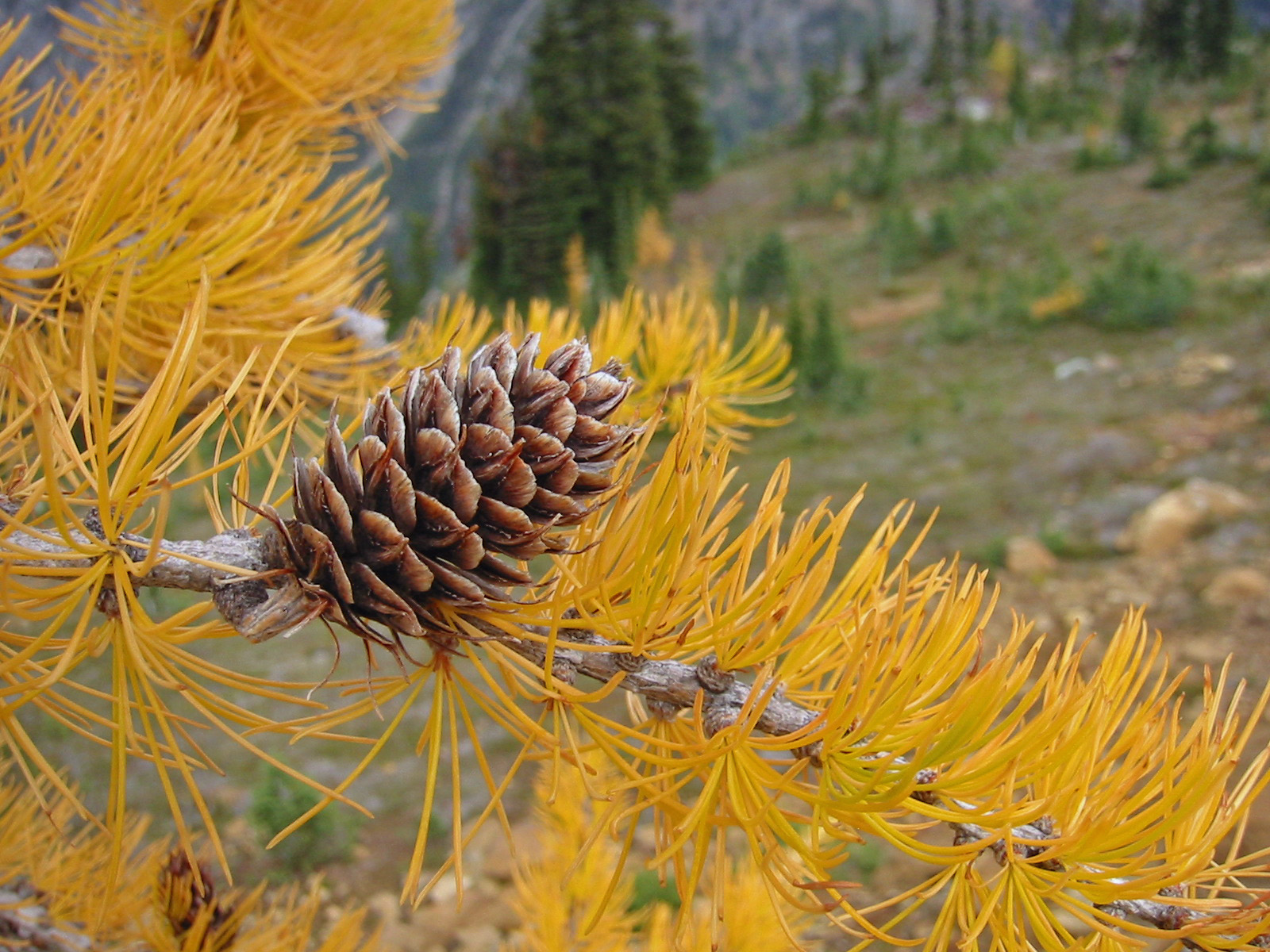
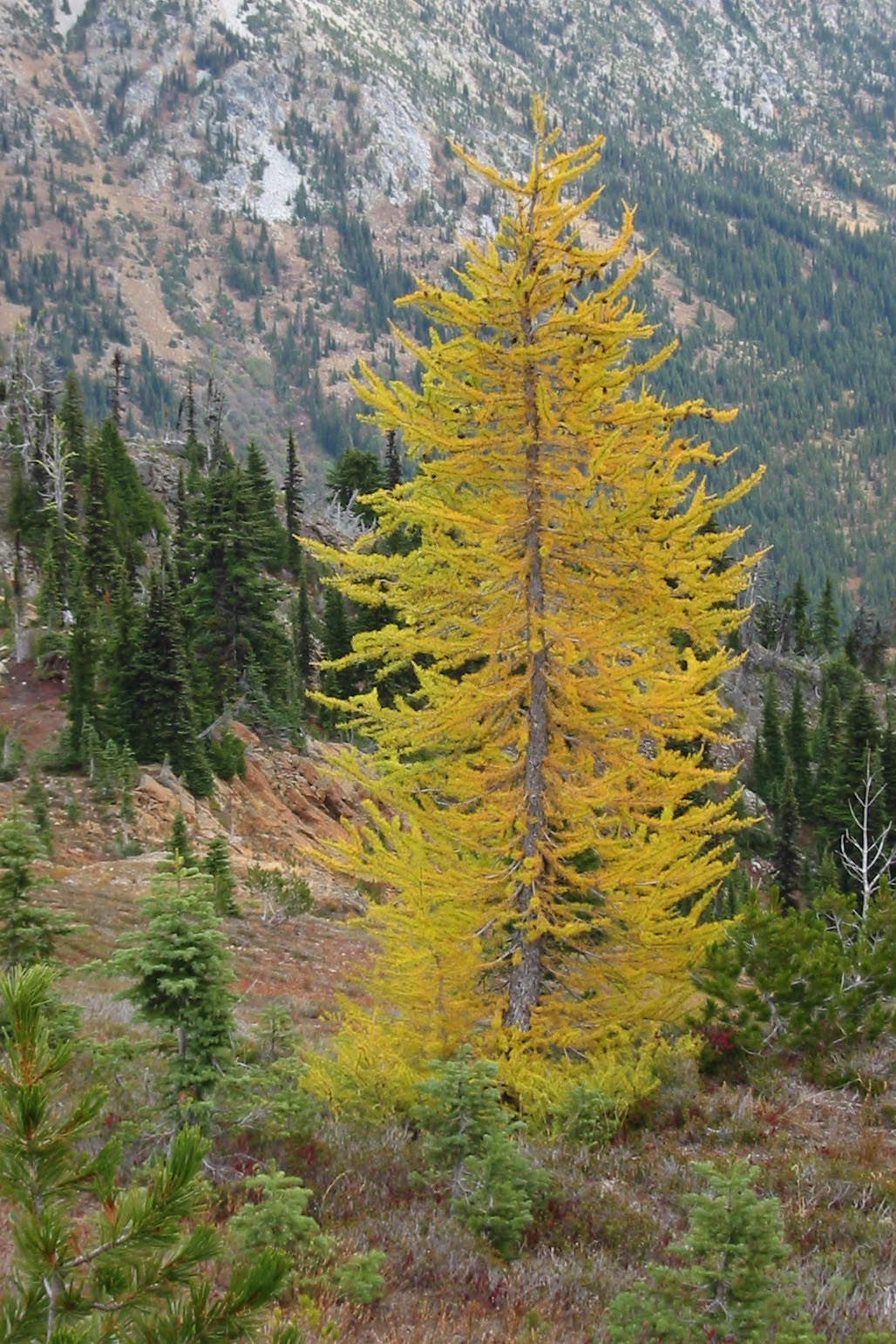
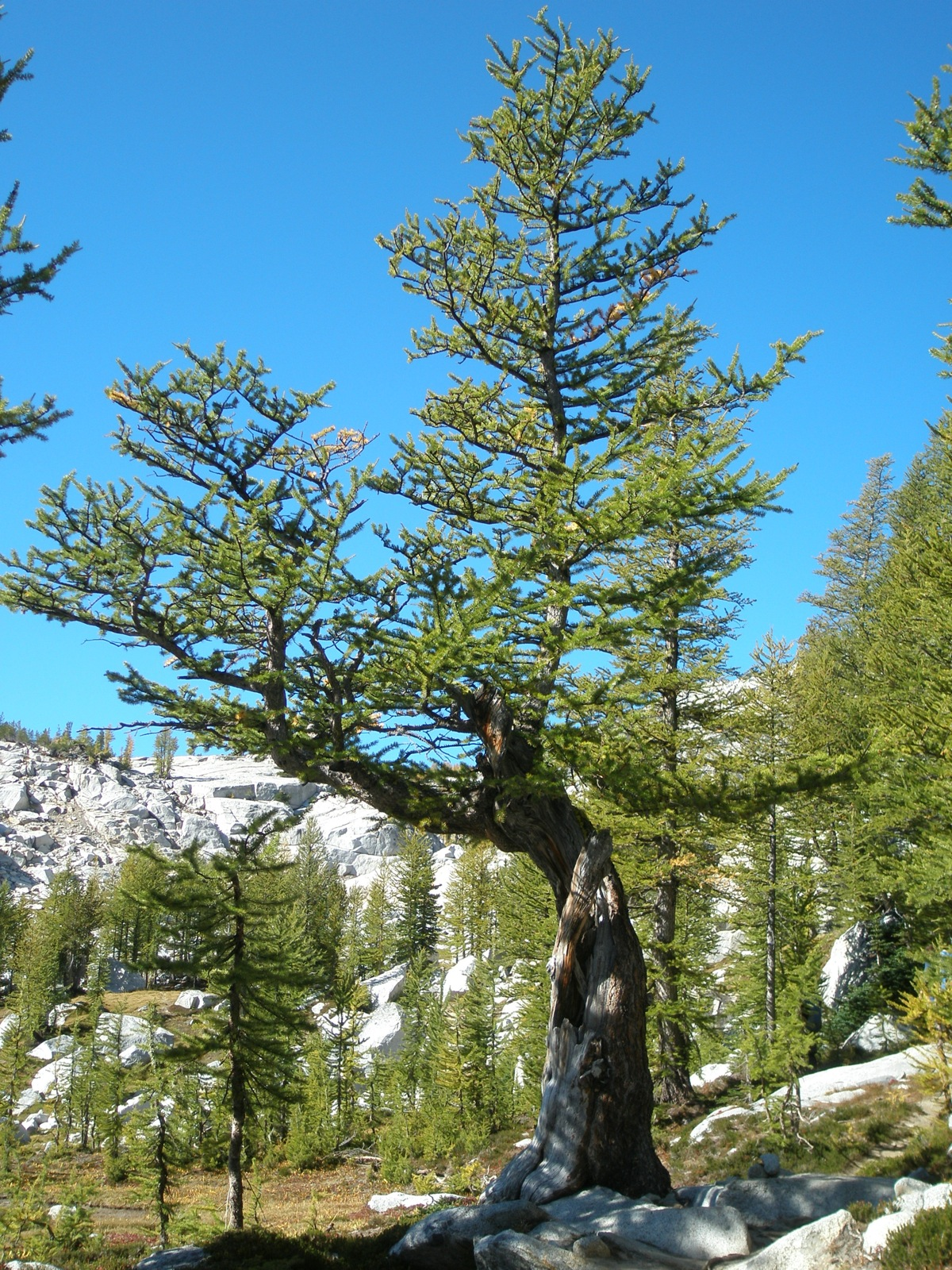
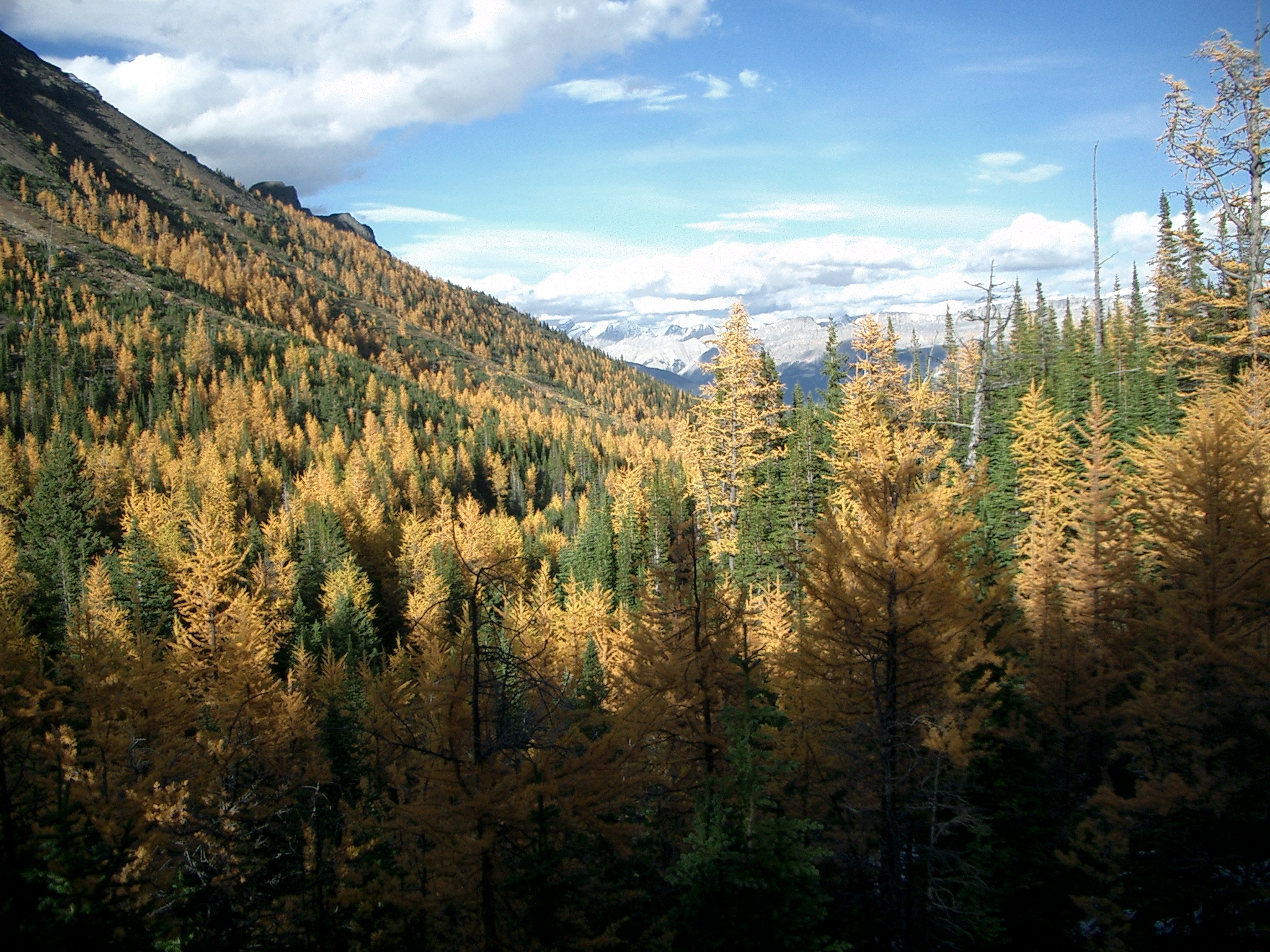
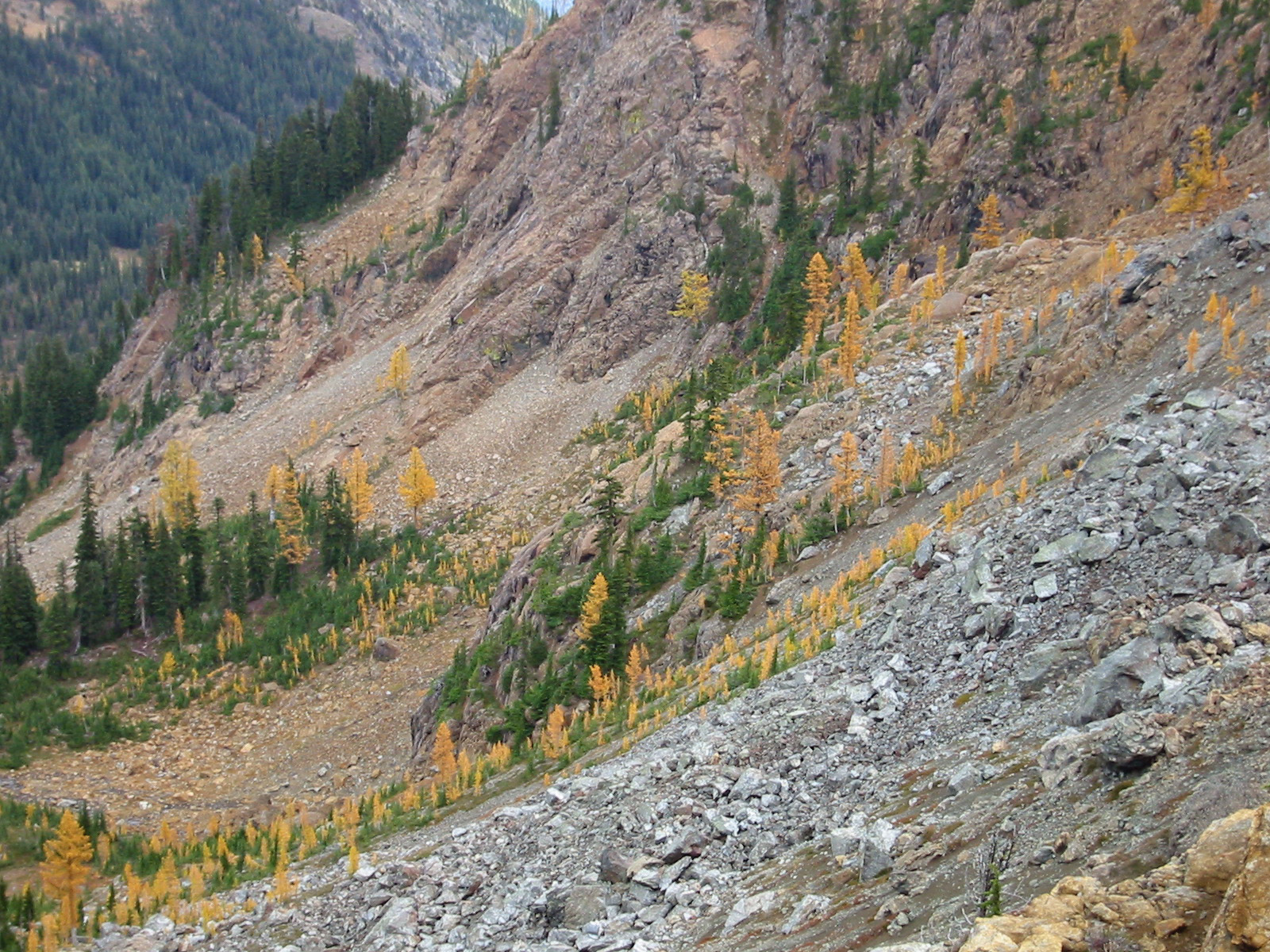
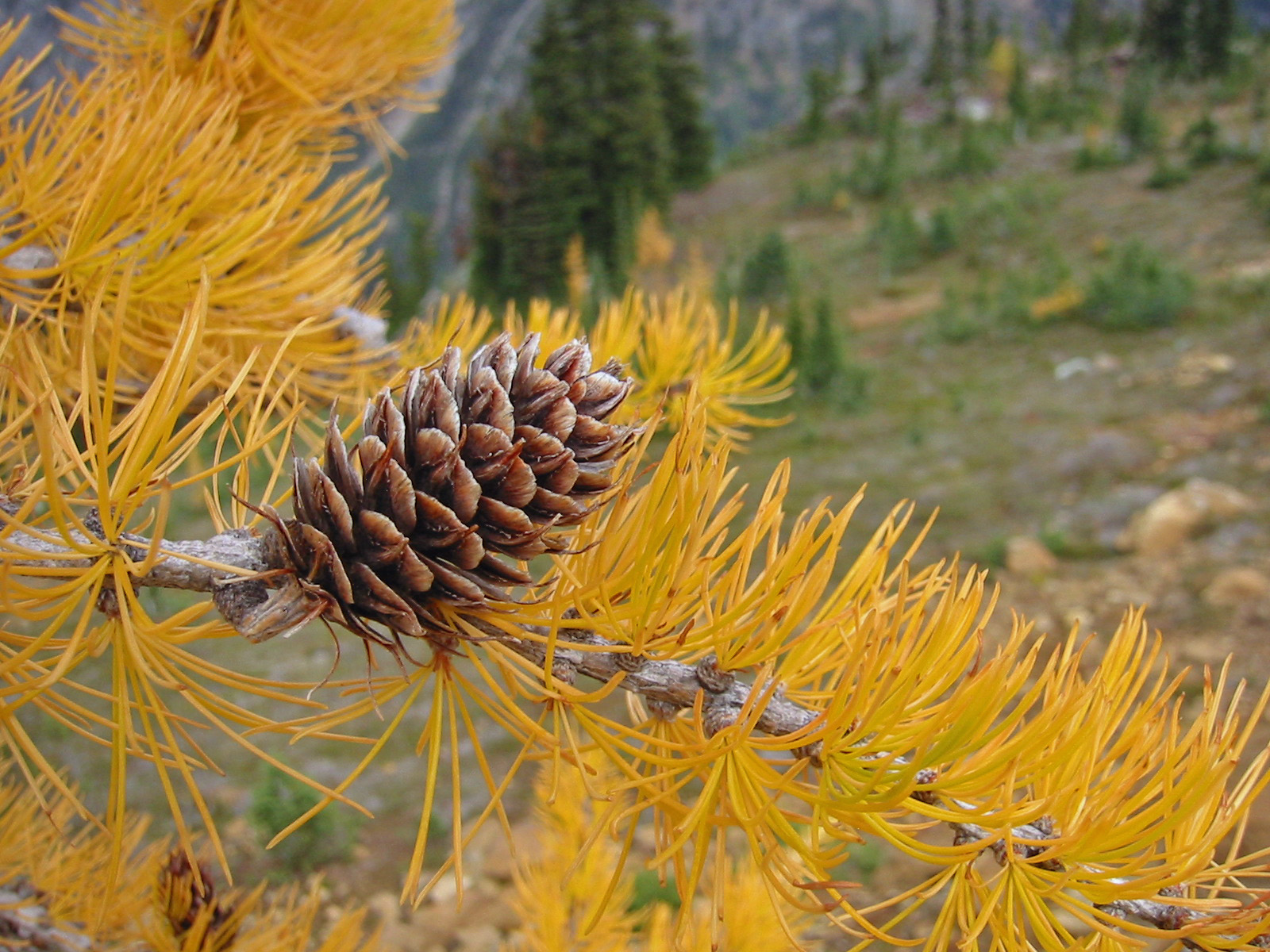